# سباستین شابرت
سباستین شابرت (انگلیسی: Sébastien Chabbert؛ زادهٔ ۱۵ مهٔ ۱۹۷۸) بازیکن فوتبال اهل فرانسه است.
از باشگاه‌هایی که در آن بازی کرده‌است می‌توان به باشگاه فوتبال متس، باشگاه فوتبال رویال شارلوا، آ.اس موناکو، باشگاه فوتبال کن، باشگاه فوتبال لانس، و باشگاه ورزشی آمیان اشاره کرد.